# Nagana

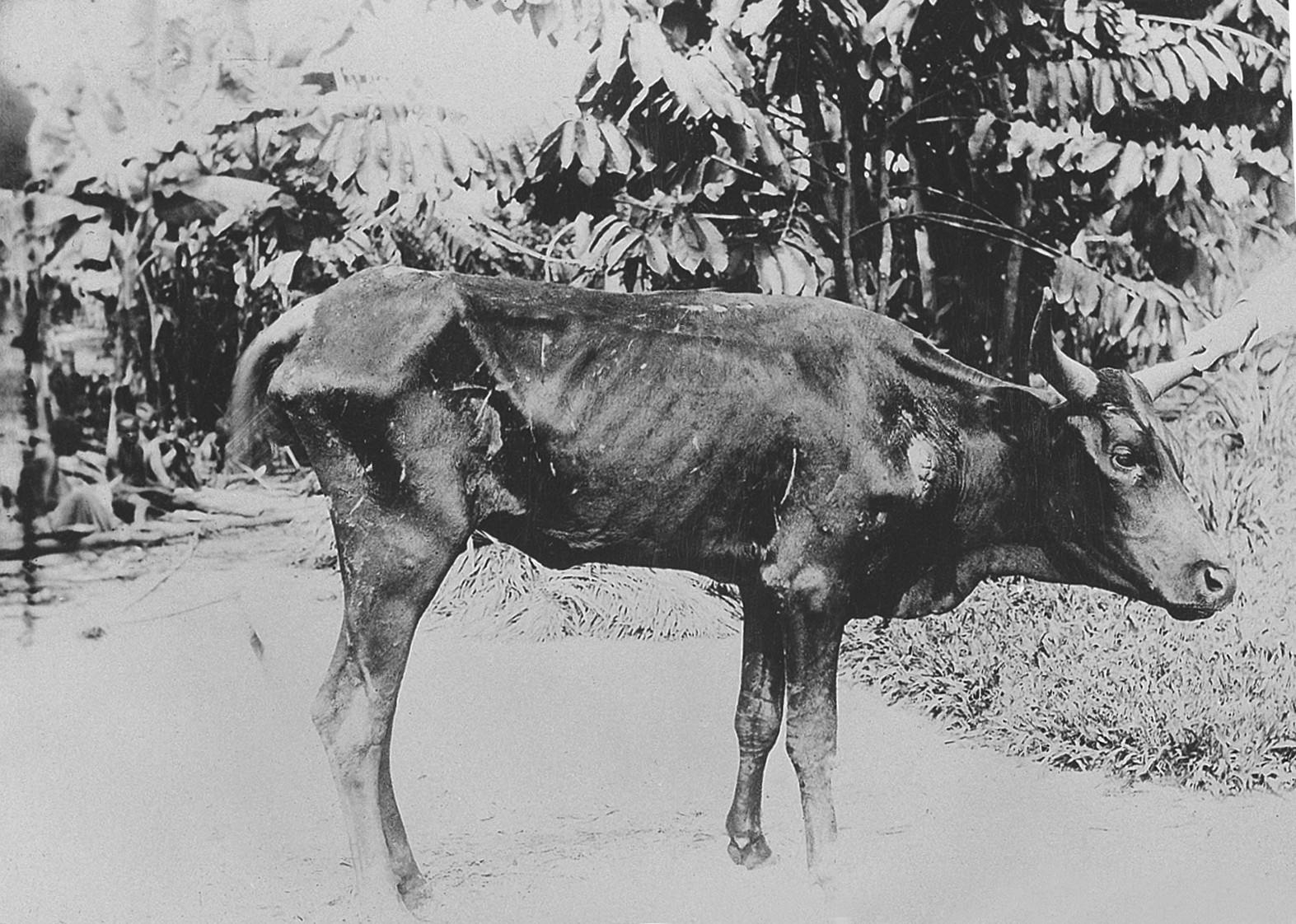
Novillo con tripanosomiasis bovina.

La nagana o n'gana (en zulú, equivalente a "estar deprimido o alicaído") es el nombre que se da a un tipo de tripanosomiasis que afecta a los animales vertebrados. La enfermedad se produce por varias especies y sub-especies del género Trypanosoma y solo se ha detectado en África. Es el equivalente en los animales a la enfermedad del sueño.
La enfermedad en animales domésticos, y particularmente en ganado, es un obstáculo importante en el desarrollo económico de las áreas rurales afectadas.
Los animales pueden ser hospedadores del patógeno humano, especialmente de Trypanosoma brucei rhodesiense. Los animales domésticos y salvajes son, por ello, importantes reservorios de parásitos. Los animales pueden ser infectados también por Trypanosoma brucei gambiense: sin embargo, el rol epidemiológico preciso de estos reservorios no está bien claro. Esta enfermedad mata a los animales.
El científico David Bruce fue el que descubrió y documentó el tripanosoma del que lleva su nombre, además de emplear medidas para el control de la mosca tse-tse, y la protección del ganado. 